# خط ۲ متروی شیراز
خط ۲ متروی شیراز دومین خط ساخته شده سازمان قطار شهری شیراز و حومه با حدود ۱۵٫۱ کیلومتر طول از میدان شکوفه در میانرود در جنوب شهر آغاز شده و پس از طی کردن بلوار قهرمانان، تقاطع کمربندی، بلوار عدالت، بزرگراه رحمت، پل امیرکبیر، میدان بسیج (فلکه فرودگاه)، چهارراه گمرک و پانزده خرداد (پارامونت) به میدان امام حسین (ستاد) رسیده و با خط ۱ تقاطع می‌دهد و از آن پس با طی کردن بلوار آزادی، میدان گاز و خیابان حر در میدان گلستان پایان می‌یابد. این خط از میدان شکوفه تا بلوار قهرمانان به صورت هم سطح در ۲ ایستگاه و از کمربندی تا آخرین ایستگاه به صورت تونل در ۱۱ ایستگاه اجرا می‌شود.
این خط در ایستگاه مترو استقلال با خط ۴ و در ایستگاه مترو امام حسین با خط ۱ تقاطع دارد.
پروژه خط ۲ قطار شهری این کلان‌شهر به انتخاب انجمن بین‌المللی تونل و فضاهای زیرزمینی (ITA) در بخش پروژه‌های با هزینه کل کمتر از ۵۰ میلیون یورو در رقابت با ۵۴ پروژه از سراسر دنیا توسط هیئت‌داوران به‌عنوان یکی از سه پروژه برتر این رقابت در سال ۲۰۲۳ میلادی معرفی شده‌است.
عملیات اجرایی و ساخت این خط در سال ۱۳۹۰ آغاز شده‌است. فاز یک خط ۲ در سه ایستگاه قهرمانان، امیرکبیر و امام حسین در ۱۹ بهمن ۱۴۰۱ افتتاح شد. در ادامه ایستگاه شهدای عادل‌آباد نیز در ۱۰ شهریور و ایستگاه‌های دولت و رحمت در ۷ اسفند ۱۴۰۲ افتتاح شدند.

## ایستگاه‌ها
خط ۲ متروی شیراز جمعاً ۱۳ ایستگاه (۶ ایستگاه فعال) دارد که به قرار زیر است:
| شماره | نام ایستگاه    | تقاطع‌ها | آدرس                                                       | شروع به کار |
| ----- | -------------- | ------- | ---------------------------------------------------------- | ----------- |
| ۱     | شکوفه          |         | شهرک میانرود، ابتدای بلوار شکوفه                           | ۱۴۰۴        |
| ۲     | قهرمانان       |         | شهرک میانرود، میدان قهرمانان، ابتدای بلوار طلاییه          | ۱۴۰۱        |
| ۳     | شهدای عادل‌آباد |         | بلوار عدالت جنوبی، محله عادل‌آباد                           | ۱۴۰۲        |
| ۴     | دولت           |         | بلوار عدالت جنوبی، در تقاطع با بلوار دولت و بلوار پاسارگاد | ۱۴۰۲        |
| ۵     | رحمت           |         | بلوار عدالت جنوبی، تقاطع بزرگراه رحمت                      | ۱۴۰۲        |
| ۶     | بسیج           |         | میدان بسیج، ابتدای بلوار امیرکبیر                          | ۱۴۰۱        |
| ۷     | استقلال        |         | خیابان انقلاب، ابتدای بلوار استقلال                        | ۱۴۰۴        |
| ۸     | ۱۵ خرداد       |         | چهارراه پانزده خرداد                                       | ۱۴۰۴        |
| ۹     | امام حسین      |         | میدان امام حسین                                            | ۱۴۰۱        |
| ۱۰    | آزادی          |         | میدان آزادی                                                | ۱۴۰۴        |
| ۱۱    | اطلسی          |         | میدان قائم                                                 |             |
| ۱۲    | حافظ           |         | حافظیه                                                     |             |
| ۱۳    | کلبه سعدی      |         | میدان گلستان و میدان بوستان                                |             |